# Michael Schobert
Michael Johann Schobert (* 5. Juni 1821 in Thierstein (Fichtelgebirge); † 2. Dezember 1881 in Dinkelsbühl) war ein deutscher Politiker.

## Leben
Als Sohn eines Magistratsrats und Handelsmanns geboren, studierte Schobert nach dem Besuch des Gymnasiums in Hof Rechtswissenschaften in Erlangen und Leipzig. Während seines Studiums wurde er 1842 Mitglied der Burschenschaft Bubenruthia Erlangen. Nach seinem Examen 1848 war er als Rechtspraktikant am Landgericht Pottenstein und am Landgericht Münchberg tätig, bevor er 1850 Bürgermeister von Münchberg wurde. Von 1853 bis 1881 war er Rechtskundiger Bürgermeister von Dinkelsbühl. Von 1859 bis 1869 war er für den Wahlbezirk Dinkelsbühl/Mittelfranken Abgeordneter des Bayerischen Landtags.

## Ehrungen
- Königlicher Verdienstorden vom Heiligen Michael, Ritterkreuz 1. Klasse.